# Severinusstraße

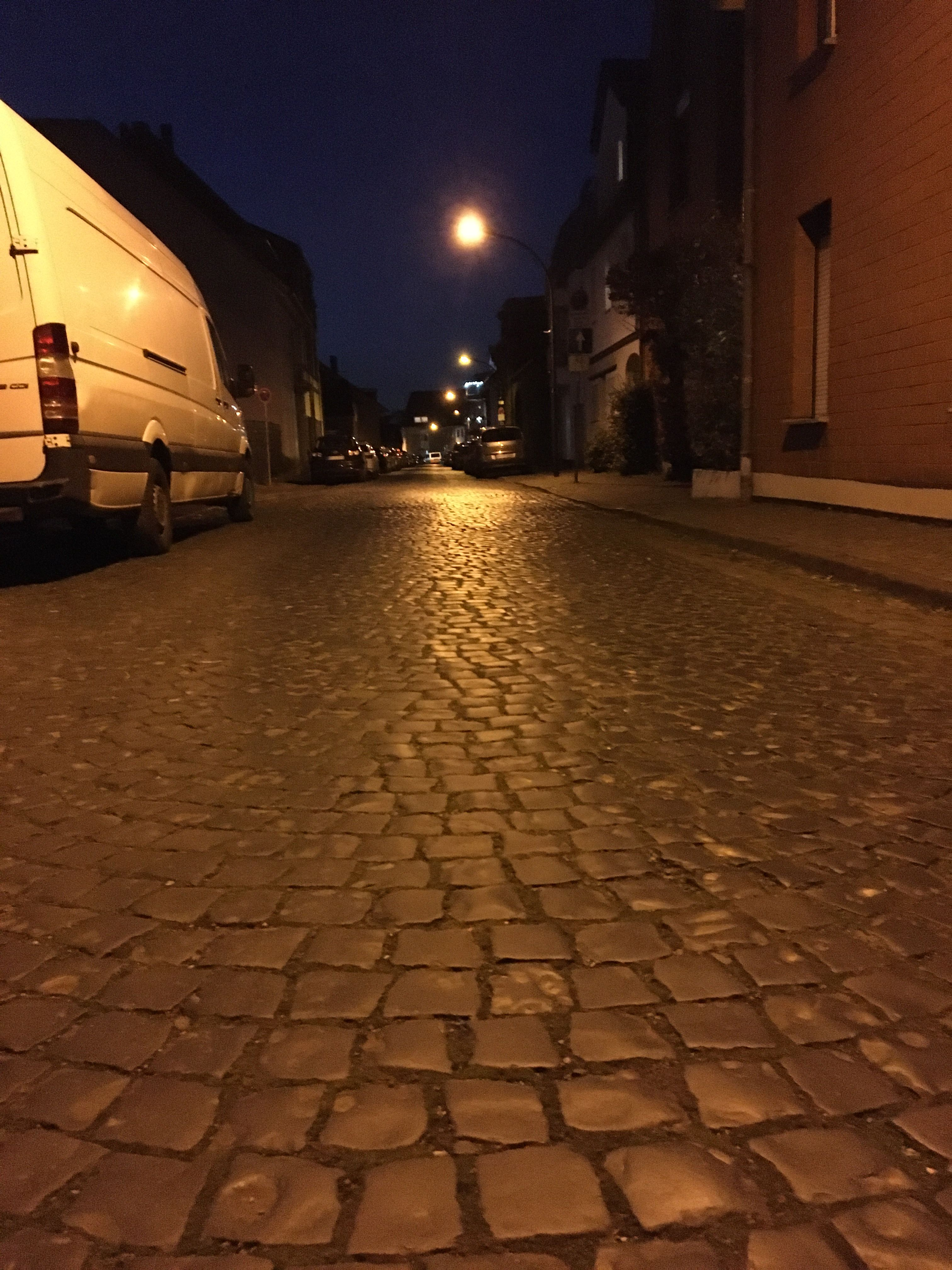
Denkmalgeschütztes Kopfsteinpflaster in der Severinusstraße

Die Severinusstraße ist eine Straße in Hürth Hermülheim.
Die Severinusstraße, früher Kirchstraße, ist eine historische Straße, die in Hermülheim von Köln kommend rechts von der Römerstraße Trier–Köln, der heutigen Luxemburger Straße in Richtung altem Kirchort an der ehemaligen Burg Hermülheim abbiegt. Sie wird auf alten Karten und in Büchern erwähnt. Heutzutage verschwenkt die Severinusstraße im Ende der 1960er-Jahre bebauten Severinusviertel hinter der Krankenhausstraße. Unter der Severinusstraße führt verläuft die Trasse der römischen Wasserleitung nach Köln, ein Teil des Systems der römischen Wasserleitungen in Hürth.

## Denkmalschutz
Das erste Stück der Severinusstraße steht wegen des Natursteinpflasters als Baudenkmal unter Denkmalschutz.
Im weiteren Verlauf steht die denkmalgeschützte Kirche St. Severin, die später namensgebend für die Straße wurde. In der Severinusstr. 15 stand ein denkmalgeschütztes Fachwerkwohnhaus, welches abgerissen werden musste.